# ناصر گیوه‌چی
ناصر گیوه‌چی (زادهٔ ۲ اسفند ۱۳۱۰ – درگذشتهٔ ۲۵ اردیبهشت ۱۳۹۶) کشتی‌گیر آزادکار ایرانی بود که برندهٔ مدال نقرهٔ المپیک ۱۹۵۲ هلسینکی و مدال برنز بازی‌های آسیایی ۱۹۵۸ توکیو در دستهٔ ۶۲ کیلو شده‌بود. وی در مسابقات قهرمانی کشتی جهان ۱۹۵۴ و المپیک ۱۹۵۶ ملبورن، به مقام ششم رسید.

## درگذشت

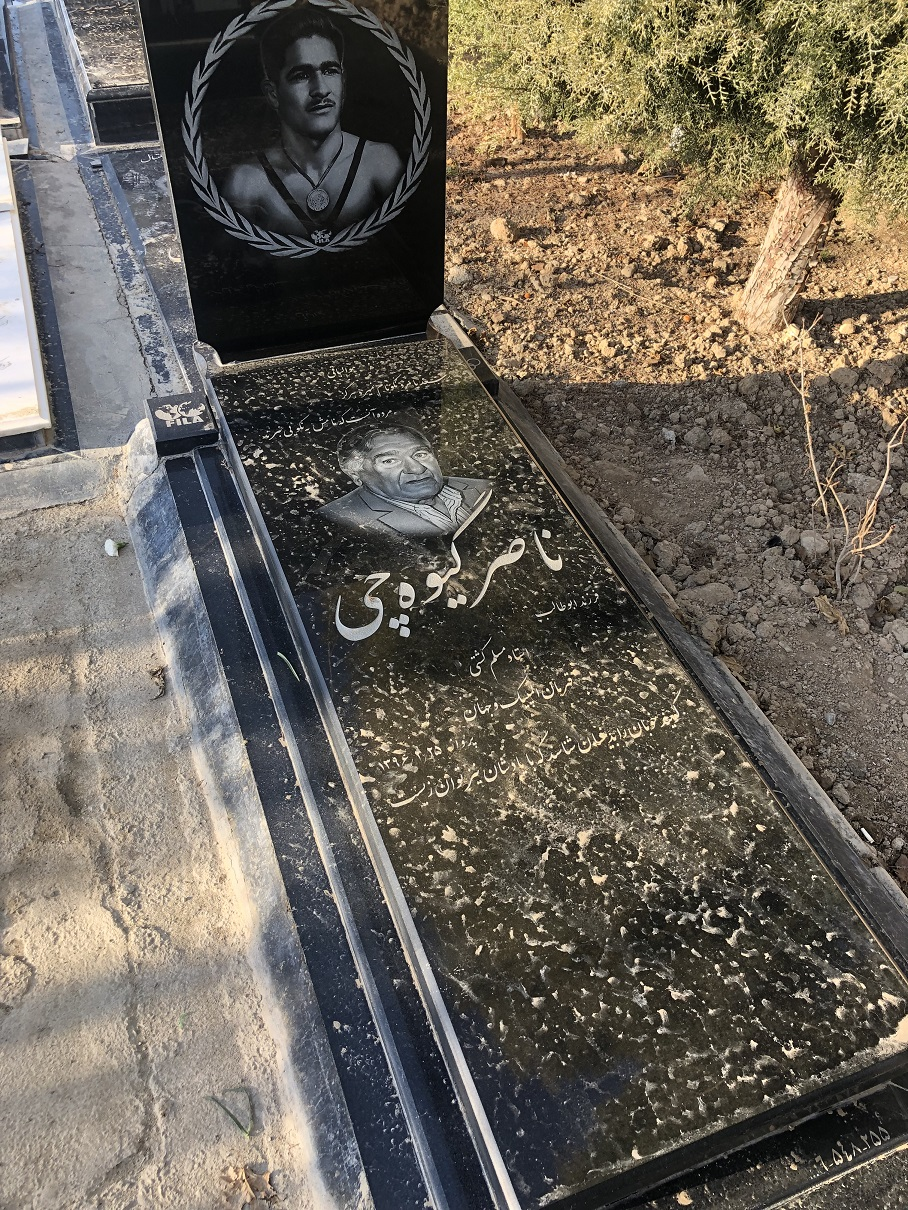
سنگ قبر ناصر گیوه‌چی

گیوه‌چی در ۲۵ اردیبهشت ۱۳۹۶، در سن ۸۵ سالگی بر اثر بیماری درگذشت.

## اطلاعات بیشتر
- مدال‌آوران ایران در بازی‌های المپیک وبگاه فدراسیون کشتی ایران
- مدال‌آوران ایران در بازی‌های آسیایی وبگاه فدراسیون کشتی ایران
- ناصر گیوه‌چی در وبگاه Sports Reference
- ناصر گیوه‌چی در وبگاه databaseolympics.com
- مدال‌آوران ایرانی المپیک؛ ناصر گیوهچی بی‌بی‌سی فارسی

http://www.olympic.ir/fa/historymedals/olympicmedals/silvermedalist/nasergivechi